# Балакін Федір Микитович
Федір Микитович Балакін (нар. 23 травня 1907, село Загоречі, тепер Калузької області, Російська Федерація — 23 квітня 1969, Київ) — український радянський діяч, директор Нижньодніпровського трубопрокатного заводу імені Карла Лібкнехта Дніпропетровської області. Депутат Верховної Ради УРСР 3-го скликання.

## Біографія
Народився в родині робітника. Трудову діяльність розпочав у 1924 році ливарником мартенівського цеху металургійного заводу імені Петровського у місті Катеринославі (Дніпропетровську).
Член ВКП(б) з 1928 року.
У 1930 році закінчив Дніпропетровський металургійний інститут. У 1930—1932 роках — аспірант кафедри металургії сталі Дніпропетровського металургійного інституту. Навчався в аспірантурі інституту.
У 1933—1934 роках — інженер, начальник зміни Дніпропетровського металургійного заводу імені Леніна.
У 1934—1936 роках — служба в Червоній армії.
У 1936—1939 роках — начальник зміни Дніпропетровського металургійного заводу імені Леніна. У серпні 1939—1941 року — начальник мартенівського цеху Нижньодніпровського трубопрокатного заводу імені Карла Лібкнехта міста Дніпропетровська.
Під час німецько-радянської війни був евакуйований у східні райони СРСР. У 1941—1943 роках — начальник мартенівського цеху, секретар заводського партійного комітету ВКП(б) Виксунського металургійного заводу Горьковської області РРФСР.
У 1943—1951 роках — директор Нижньодніпровського трубопрокатного заводу імені Карла Лібкнехта міста Дніпропетровська.
У 1951—1957 роках — начальник Головного управління матеріально-технічного постачання Міністерства чорної металургії СРСР; на керівних посадах в Міністерстві чорної металургії Української РСР.
У червні 1957 — грудні 1962 року — начальник управління матеріально-технічного постачання і збуту Ради народного господарства (раднаргоспу) Дніпропетровського економічного адміністративного району.
У січні 1963 — жовтні 1965 року — 1-й заступник голови Придніпровської Ради народного господарства (раднаргоспу).
У листопаді 1965 — квітні 1969 року — заступник міністра чорної металургії Української РСР.

## Нагороди
- орден Леніна
- чотири ордени Трудового Червоного Прапора (19.07.1958,)
- медалі
- Почесна грамота Президії Верховної Ради Української РСР (22.05.1967)